# Sit! Stay! Wait! Down!/Love Story
Sit! Stay! Wait! Down! / Love Story – trzydziesty szósty singel Namie Amuro. Został wydany 7 grudnia 2011 roku, w wersji CD i CD+DVD.

## Lista utworów
CD
| 1. | Sit! Stay! Wait! Down!                                    | 3:16  |
|    |                                                           |       |
| 2. | Love Story                                                | 4:44  |
|    |                                                           |       |
| 3. | Higher                                                    | 4:29  |
|    |                                                           |       |
| 4. | arigatou <thank the world for LOVE... gift song for 2011> | 4:13  |
|    |                                                           |       |
| 5. | Sit! Stay! Wait! Down! (Instrumental)                     | 3:15  |
|    |                                                           |       |
| 6. | Love Story (Instrumental)                                 | 4:44  |
|    |                                                           |       |
| 7. | Higher (Instrumental)                                     | 4:27  |
|    |                                                           |       |
|    |                                                           | 29:08 |
|    |                                                           |       |
DVD
| 1. | Love Story (Teledysk) |  |
|    |                       |  |

## Oricon
| Diagram                                                    | Pozycja |
| ---------------------------------------------------------- | ------- |
| Dzienny diagram Oricon (w pierwszym dniu sprzedaży)        | #2      |
| Tygodniowy diagram Oricon (w pierwszym tygodniu sprzedaży) | #3      |
| Miesięczny diagram Oricon (w pierwszym miesiącu sprzedaży) | #6      |
| Roczny diagram Oricon                                      | #99     |

### Pozycje wykresu Oricon
Singiel "Sit! Stay! Wait! Down!／Love Story" zajął #3 miejsce w cotygodniowym wykresie Oriconu. Oraz #99 miejsce w 2011 roku ze sprzedażą 77 758 sztuk. Ogólnie sprzedając się w nakładzie 161 659 egzemplarzy.

## Pozostałe informacje
Piosenki "Sit! Stay! Wait! Down" i "Love Story" " zostały użyte w serialu Watashi ga Ren'ai Dekinai Riyuu. Utwór "arigatou" był również dostępny jako darmowy, do pobrania w ograniczonym czasie na oficjalnej stronie Namie Amuro na Facebooku, znalazł się również w reklamie ESPRIQUE Kose.